# Vărbitsa (distrikt i Vratsa)
Vărbitsa (bulgariska: Върбица) är ett distrikt i Bulgarien.   Det ligger i kommunen Obsjtina Vratsa och regionen Vratsa, i den nordvästra delen av landet, 80 km nordost om huvudstaden Sofia.